# Европско првенство у кошарци 1997.
Европско првенство у кошарци 1997. је било међународно кошаркашко такмичење које је одржано у од 25. јуна до 6. јула 1997. у шпанским градовима Барселона и Ђирона. СР Југославија је освојила златну медаљу, Италија је освојила сребрну медаљу, док је Русија освојила бронзану медаљу.
| Првак Еуробаскета 1997.     |
| --------------------------- |
| СР Југославија Седма титула |